# Ramala
Ramala (arabsko:. رام الله, izgovarja Ramali) je sestavljena iz "Ram", je v aramejščini beseda, ki pomeni "visoko mesto ali gore" in "Alah", arabska beseda za Boga. Je palestinsko mesto v osrednjem Zahodnem bregu in se nahaja 10 km severno od Jeruzalema, ki meji na al-Bireh. Trenutno služi kot de facto upravno glavno mesto države Palestine s 27.092 prebivalci. Ramala je zgodovinsko krščansko mesto, danes pa muslimani predstavljajo v njej večino prebivalstva in kristjani predstavljajo manjšino.